# (10515) Old Joe
(10515) Old Joe es un asteroide perteneciente al cinturón de asteroides, descubierto el 31 de octubre de 1989 por Brian G. W. Manning desde el Stakenbridge Observatory, Kidderminster, Reino Unido.

## Designación y nombre
Designado provisionalmente como 1989 UB3. Fue nombrado por "Old Joe" que es el nombre que los estudiantes dieron a la Torre del Reloj construida en memoria de Joseph Chamberlain de la Universidad de Birmingham, que recibió su carta fundacional en 1900. Birmingham, la "segunda ciudad" de Inglaterra, prosperó gracias a los oficios de metalistería, a partir de los cuales los industriales ilustrados fundaron la universidad.

## Características orbitales
Old Joe está situado a una distancia media del Sol de 2,575 ua, pudiendo alejarse hasta 3,229 ua y acercarse hasta 1,921 ua. Su excentricidad es 0,254 y la inclinación orbital 5,407 grados. Emplea 1509,42 días en completar una órbita alrededor del Sol.
Pertenece a la familia de asteroides de (5) Astraea.

## Características físicas
La magnitud absoluta de Old Joe es 14,01. Tiene 3,393 km de diámetro y su albedo se estima en 0,463.